# 霊山こどもの村
霊山こどもの村（りょうぜんこどものむら）は福島県伊達市霊山町にあるオートキャンプ場や宿泊施設を併設した公園。

## 概要
福島県立自然公園「霊山」（標高825m）の南山麓に、自然を生かし、旧霊山町が設置した。四季折々の自然が楽しめる、近隣では大規模な公園で、宿泊を兼ねて利用することが出来る。
- 昭和47年7月26日　霊山こどもの村オープン、巨大アスレチック供用開始。
- 昭和50年 児童館オープン。
- 昭和51年 バッテリーカー、大型遊具アストロファイター供用開始。
- 昭和53年 入園者数延べ100万人、変形自転車供用開始。
- 昭和58年 サイクル列車供用開始。
- 昭和60年 ジャンボすべり台供用開始。
- 昭和61年 スカイサイクル・のっぽサイクル供用開始。
- 昭和63年 園内遊歩道完成。
- 平成1年 野外バーベキュー業務開始。
- 平成4年 入園者数延べ200万人。
- 平成5年 広場・トイレ・駐車場・サービスハウス - 整備。
- 平成6年 遊びと学びのミュージアムオープン。
- 平成8年 オートキャンプ場リニューアル[2]。
- 平成11年 宿泊交流施設コテージ5棟オープン。
- 平成12年 木工体験館オープン、宿泊保養施設りょうぜん紅彩館オープン[3]
- 平成13年 ミニ天体観測ドームオープン。
- 平成19年 キャンプ場食事棟リニューアル。
- 平成22年 つり橋・リトル霊山供用開始。

## 施設・設備
- ジャンボすべり台、サイクル列車、キャンプ場、コテージ、スカイサイクル、のっぽサイクル、自転車乗り場、バッテリーカー、 アスレチック、園内を一周できるハイキングコース、遊びと学びのミュージアム、ワークショップ、トイレ、休憩所、駐車場

## 所在地
- 〒960-0807　福島県伊達市霊山町石田字宝司沢9-1

## アクセス
- 常磐自動車道相馬ICから車で約40分

駐車場 無料